# 서점

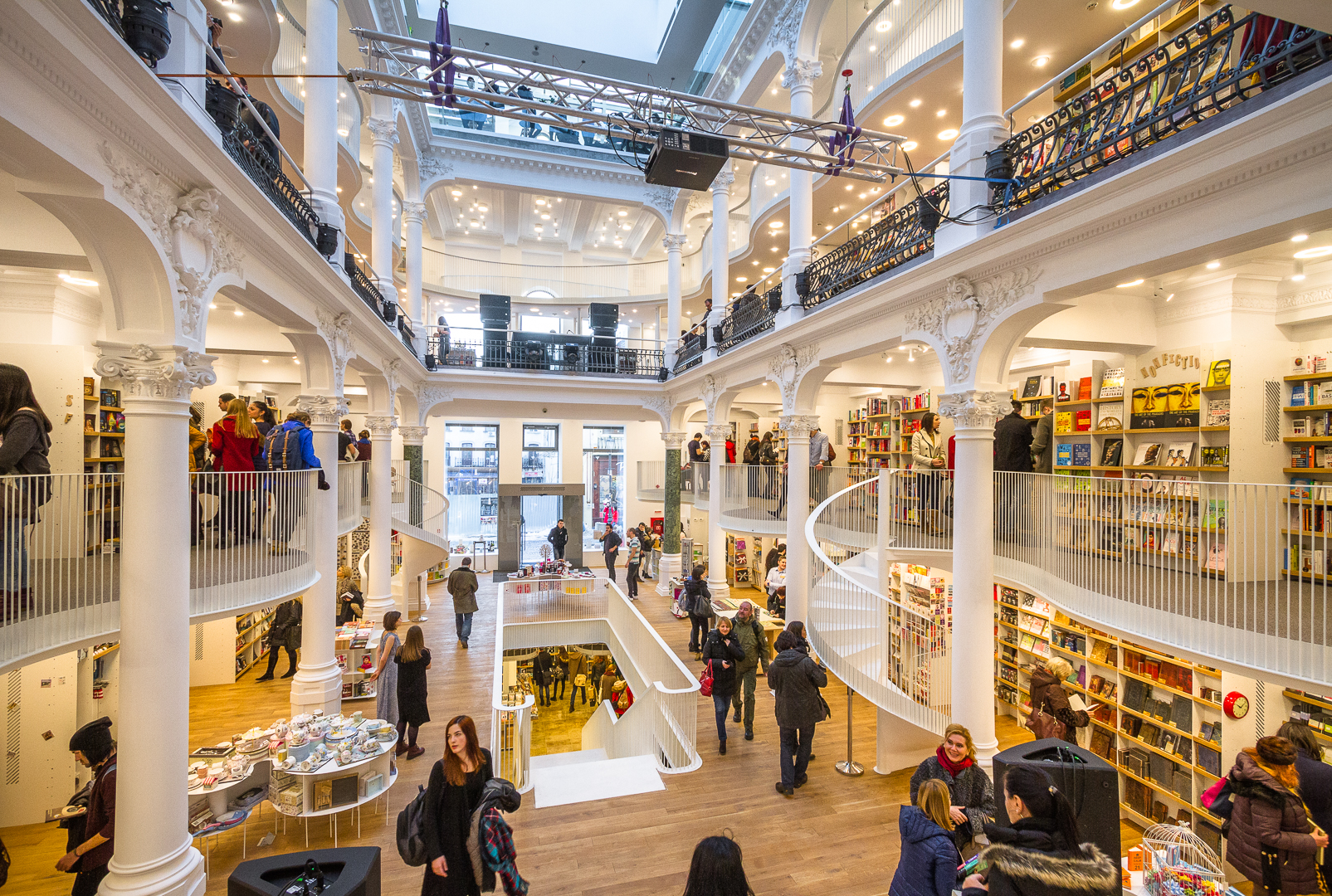
1860년에 지어진 루마니아 부쿠레슈티의 서점

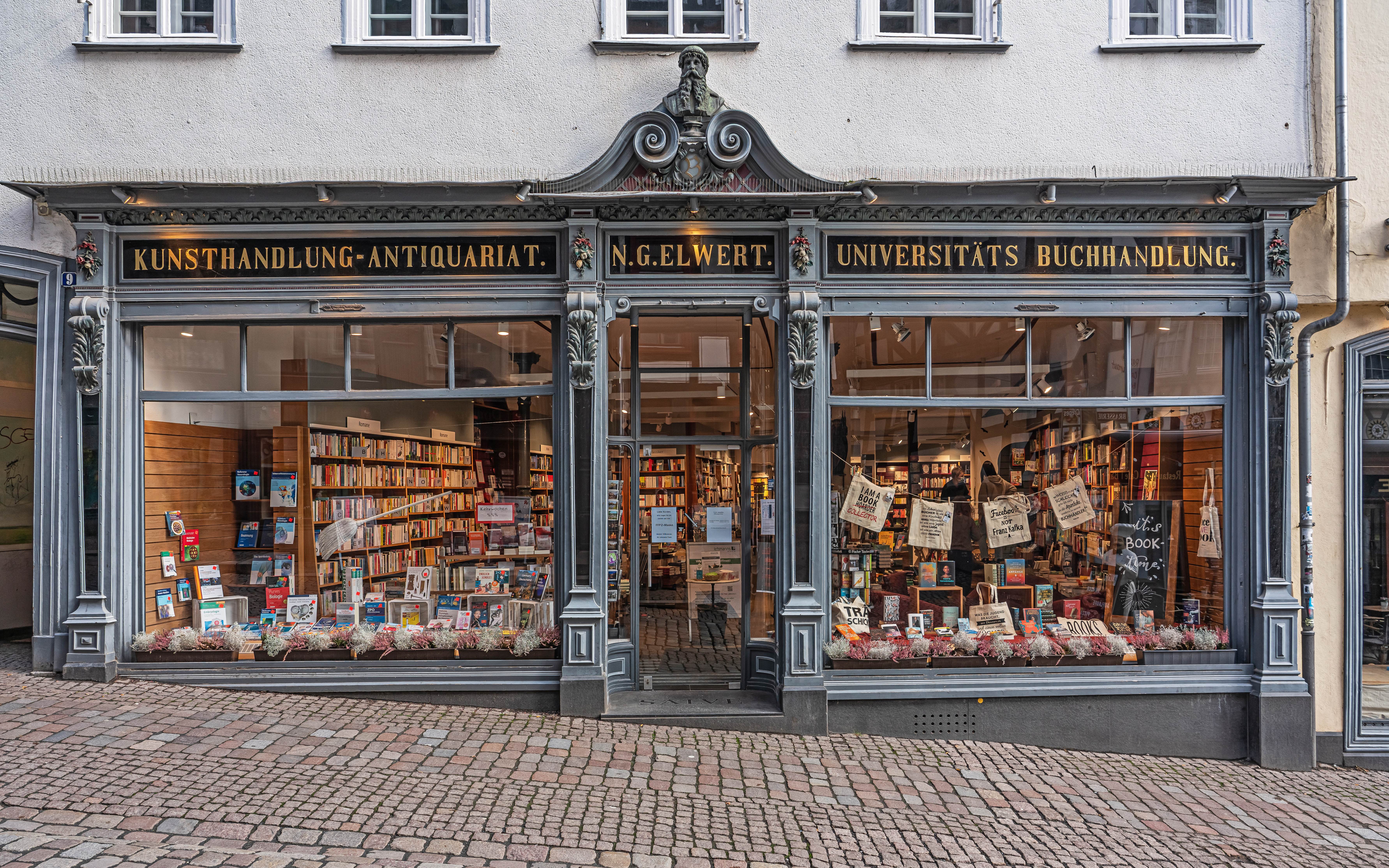
독일 마르부르크의 서점

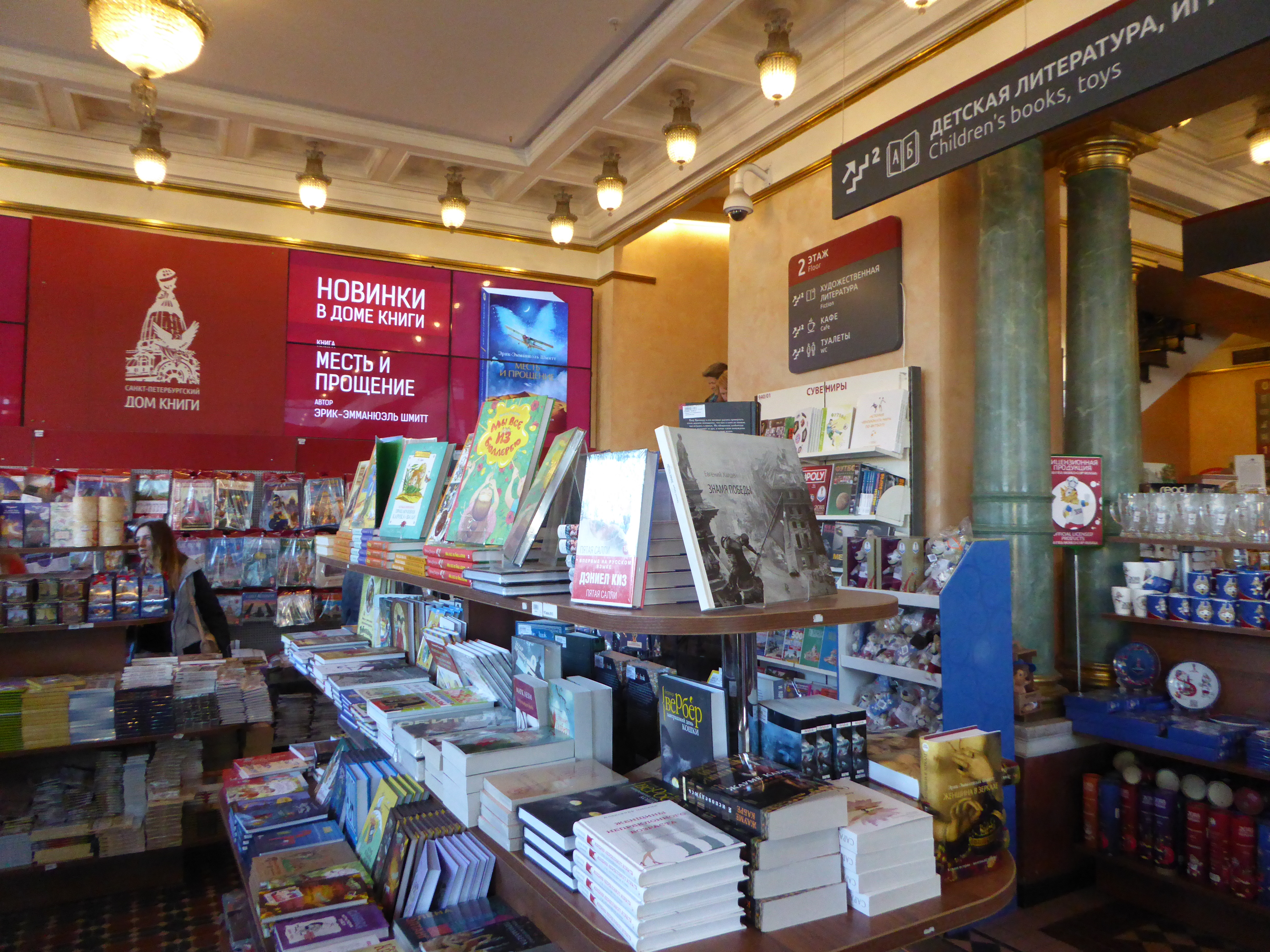
러시아 상트페테르부르크의 서점

서점(書店)은 책(서적, 잡지)의 소매점이나 출판사를 뜻한다. 서적 판매는 출판 과정의 소매 및 유통 단계인 서적의 상업적 거래이다. 일반적으로 책을 판매하는 곳이어서 책방(冊房)이라고도 불린다.

## 개요
주로 상가에 설치되었고 개인이 운영하는 소규모 서점이나, 백화점 내부에 점포, 지방 서점, 주차장이나 터미널 등에서 손님을 끄는 대형 서점 체인점(교보문고가 이에 해당함), 비디오 대여나 게임(소프트)을 같이 취급하는 점포 등이 있다. 일부 서점에선 특정 분야만을 취급하여 전문적으로 운영하기도 한다. 기독교 서적,기독교 음악 CD, 팬시(봉투, 연필 등), 성물 등을 판매하는 기독교 서점이 그 예인데, 성 바오로 서원, 대한기독교서회 직영서점처럼 기독교 출판사에서 운영하는 서점과 개인이 운영하는 서점으로 나뉜다.

## 쇠퇴
1990년대 중후반 이후부터 인터넷에 발달로 동네 서점이 크게 줄었고, 독서량, 상권, 유동 인구가 감소하면서 폐업이 늘어나는 추세이다.

## 같이 보기
- 출판사
- 도서관
- 아오키 마리코 현상